# Imagina 90
Dieser Artikel befindet sich derzeit in der Qualitätssicherung im WikiProjekt Elektrotechnik des Portal Elektrotechnik. Wenn du dich mit dem Thema auskennst, bist du herzlich eingeladen, dich an der Prüfung und möglichen Verbesserung des Artikels zu beteiligen. Der Meinungsaustausch dazu ist in der Diskussion (Artikel „Imagina 90“ eintragen) zu finden.

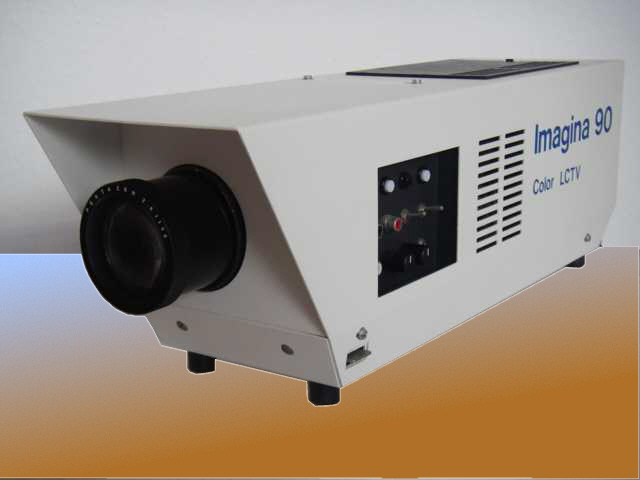
Imagina 90

Bei der Imagina 90 handelt es sich um den weltweit ersten in Serie gefertigten Videogroßbildprojektor mit Flüssigkristallbildschirm (LCD), der sich auch für den Dauerbetrieb eignete.

## Geschichte
Videoprojektoren (auch umgangssprachlich als Beamer bezeichnet) wurden früh von traditionellen Herstellern von Overheadprojektoren (z. B. Kindermann und Liesegang) als Auflage auf Overheadprojektoren in Pizzakartonformat angeboten. 
Die imagina 90 verfolgte aber von Anfang an ein anderes Konzept: Ein kleines handliches Gerät, in dem ein kleines LC-Display quasi wie ein Kleinbild-Dia eingebracht war und großformatig projiziert wurde. Die imagina 90 konnte dies realisieren weil sie über eine einzigartige, spezielle Kühltechnik verfügte, die es ihr erlaubte trotz hoher Lichtleistung der Projektionslampe ein kühles LC-Display und damit eine einwandfreie Projektion zu garantieren. 
Entwickelt wurde das Gerät über einen Zeitraum von 1985 bis 1990 von dem Bonner Ingenieurbüro für Optoelektronik CrystalVision. Heutiger Nachfolger ist imago GmbH, Bornheim. Die Entwicklung wurde ausschließlich mit Eigenmitteln finanziert.
Im Jahr 1987 war es erklärtes Ziel des Bundesministeriums für Bildung und Forschung, im Rahmen des HDTV-Programms einen Großbildprojektor zu entwickeln, der auf opto-elektronischem Wege in der Lage war, ein farbiges HDTV-Bild zu erzeugen. Es wurden schätzungsweise 70 Millionen DM in technisch zwar interessante Projekte gesteckt. z. B. die Weiterentwicklung des Schlierenprojektors von General Electric, oder elektrisch verformbare Elastomere im Auflicht. Als positives Merkmal war zum Schluss lediglich zu verzeichnen, dass die staatlich geförderten Labore Anfang der 1990er Jahre gut ausgestattet waren, die erwarteten Ergebnisse für einen markttauglichen Großbildprojektor oder gar eine fabrizierbare Flachbildschirm-Technologie blieben aus. Auch zusätzliche Mittel aus den Eureka-Töpfen änderte nichts daran, dass die komplette Herstellung der TV-Endgeräte nach Asien abwanderte (Japan, Südkorea, Taiwan, China).

## Die Technik der Imagina
Schon seit Anfang der 1970er war es bekannt, dass LC-Anzeigen projizierbar sind und als Bildschirmprojektoren in Frage kommen. Als 1987 die japanische Firma Oki auf der Hannover Messe ein etwa 8 Zoll großes LCD mit 640 × 200 Pixeln präsentierte, lag es nahe zu versuchen, solche Anzeigen, die für tragbare Computer gedacht waren mittels eines Tageslichtprojektors zu projizieren. Dabei trat folgendes Problem auf: Nach kurzer Zeit verfärbte sich die LC-Anzeige über der Wärmestrahlung der Projektionslampe und die Anzeige verlief in blauen bis gelben Farben, oder gab ganz ihren Dienst auf, weil der Klärpunkt der Flüssigkristallschicht überschritten wurde. Dabei handelt es sich jedoch um einen reversiblen Vorgang.
Allgemein waren die Techniker der Meinung, dass weder die Polarisatoren der LCDs noch die LC-Flüssigkeit selbst (Flüssigkristalle: Phenylcyclohexane, Azoxybenzole, 4-(trans-Pentyl-cyclohexyl)-benzonitril) stabil waren und sich besonders unter dem UV-Lichtanteil chemisch zersetzen würden. Sie wurden in dieser Meinung auch dadurch bestätigt, dass japanische Datenblätter von LC-Anzeigen stets davor warnten, die Anzeige dem Sonnenlicht auszusetzen oder außerhalb der Spezifikationen der zulässigen Temperaturen zu betreiben.
Dieser Effekt ließ sich zwar durch Infrarotfilter und Lüftungsmaßnahmen mildern oder verzögern, jedoch blieb ein Dauerbetrieb besonders auf einem lichtstarken Tageslichtprojektor ein heikles Unterfangen. Vorschläge, das LCD zu kühlen reichten von der Installation von sehr starken und deshalb sehr geräuschvollen Ventilationen in den unterschiedlichsten Ausführungen bis zu langsam fließenden transparenten Kühlflüssigkeiten, welche die LC-Anzeige über bzw. unter der Anzeigenebene durchquerten und die Hitze so abführen sollten. Wegen des Kühlproblems blieb die Idee daher in den Schubladen bzw. es blieb bei Prototypen, die auf Messen backstage gezeigt wurden.

## Das Experiment
Die Ingenieure des Bonner Büros lösten das Kühlproblem, indem sie genau beobachteten, wie die verschiedenen Schichten des LCDs, nämlich Polarisationsfilter und LC-Display (mit kristalliner Flüssigkeit), einzeln für sich und anteilig die Wärmestrahlung der Projektionslampe absorbierten.
Hierzu eine schematische Zeichnung des Aufbaus und eine Erläuterung dazu:

Schematische Zeichnung des Separated Polarizers

Alleine die Polarisationsfilter absorbierten hauptsächlich die Strahlung der Projektionslampe, die Flüssigkristallzelle selbst schlug bei der Absorption lediglich mit 5 % zu Buche. Das war nur in Unkenntnis der Eigenschaften von LCDs verblüffend und so nicht erwartet worden. Physikalisch absorbiert nämlich ein idealer Linearpolarisator die Hälfte des einfallenden, nichtpolarisierten Lichtes. In einer idealisierten Anordnung eines LCDs entsprechend dem gezeigten Schema absorbiert der Polarisator beim Lichteinfall die erste Hälfte des Lichtes und der Analysator nach der LC-Schicht im Dunkelzustand der Anzeige das restliche Licht. 
Die logische Folgerung war, dass man die Filter prinzipiell von der LC-Zelle trennen musste. Optimiert wurde der Aufbau dadurch, dass mit einer kontinuierlichen Lüftung zwischen Polarisationsfilter und Flüssigkristallzelle ein Wärmeübergang verhindert wird.
Da der Polarisationsfilter nun nicht mehr auf dem Display direkt aufgebracht ist, sondern zumeist auf einem separaten Glasträger ergibt sich auch der zusätzliche Vorteil, dass dieses optische Element leicht ausgetauscht werden kann. Da der Polarisationsfilter mit einem Konstruktionskleber mit einem notwendigen Glasträger verbunden ist, kann eine Alterung des Klebers mit einer möglichen einhergehenden Trübung des Filters ebenso kalkuliert werden.
Damit war ein Hauptproblem der LCD-Projektionstechnik auf einen Schlag gelöst. Der abgesetzte Polarisationsfilter (englisch separated polarizer) ist zwar keine Basiserfindung, er garantiert aber wie der Kühler beim Verbrennungsmotor, dass das Gerät nicht zerstört wird. Erst ruhig und zuverlässig laufende Motoren und Projektoren überzeugen Investoren und Käufer. Der Nachweis eines unproblematischen Dauerbetriebes wird bei allen Investoren als eine Art notwendige Versicherung betrachtet. Zumal stehen Projektoren in der Nähe von Zuschauern teilweise in unmittelbarer Nähe und Kopfhöhe. Alleine deshalb sind hier erhöhte Sicherheitsanforderungen durchaus zu fordern und zu beachten.
Analog zu den Polarisationsfiltern wurde auch erkannt, dass Farbfilter vom LCD abgesetzt werden sollten. Zusätzlich ergab sich nun auch die Möglichkeit, da die Polarisationselemente vom LCD getrennt montiert wurden, diese in der Garantiezeit zu ersetzen, wenn diese etwa durch einen Dauerbetrieb des Projektors doch beschädigt wurden. Da dieses kostengünstig sind und die Handhabung überschaubar war stiegen zunächst die großen japanischen Firmen wie Epson, Sharp und Toshiba in diese Technik ein, wobei der abgesetzte Polarisationsfilter durch seine Wirksamkeit auch eine immer höhere Lichtleistung auf eine immer kleinere Display-Fläche (unter 1 Zoll) erlaubt. Die Erfindung wurde weltweit zum Patent angemeldet und in den wichtigsten Industriestaaten auch erteilt.

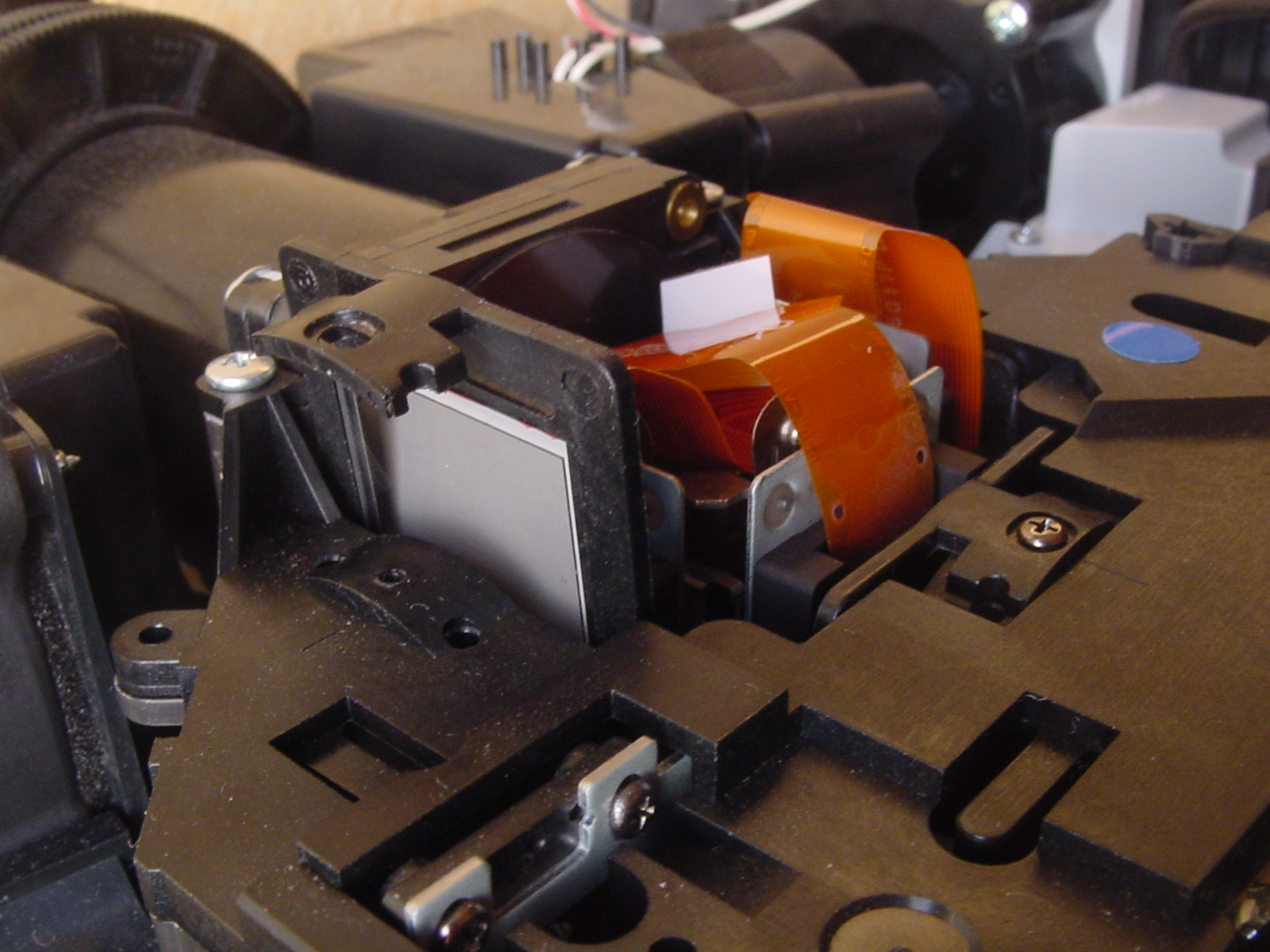
Ausführung des separated polarizer

Als Ausführungsbeispiel ist hier das sogenannte lighthouse oder lightengine eines handelsüblichen LCD-Projektors abgebildet, indem sich drei LCDs als Bildgeber um einen sogenannten Prismencube gruppieren. Die drei nötigen Polarisatoren befinden sich in einem Schacht von ca. 10 mm Breite auf transparenten Trägerplatten mit Halterahmen, die beidseitig wie in der obigen Zeichnung luftgekühlt sind und so thermisch vom LCD isoliert gehalten werden. Einer der drei Polarisatoren ist zur besseren Sichtbarmachung mit seinem Rahmen nach oben aus dem Schacht gezogen worden und mit einem Stück weißem Papier hinterlegt. 
Erwähnt werden muss in diesem Zusammenhang auch, dass durch einen vorgeschalteten prepolarizer oder anders benannt polarization recycler die Lichtausbeute erhöht werden kann.

## Produktion und Geräteausstattung
Für die Produktion und den Vertrieb des Gerätes wurde zusammen mit dem Kölner Kaufmann Erik Dynowski das Unternehmen HD Video & Display GmbH in Köln gegründet. In der Produktionsstätte in der Gertrudenstraße 7 begann am 1. Januar 1989 die Fertigung. Die Produktion diente hauptsächlich dazu herauszufinden, ob das System des abgesetzten Polarisationsfilters auch für einen kleinen kompakten Video-Projektor mit einem kleinen LCD serientauglich war und sich beim Anwender bewähren konnte.
Das einzige Konkurrenzprodukt zu diesem Zeitpunkt war ein 40 Kilogramm schwerer Drei-Röhren-Beamer einer japanischen Firma. Im Unterschied zu heutigen Videoprojektoren (Beamer) war die Imagina 90 mit einem VHF/UHF-Tuner ausgestattet, wodurch das direkte Projizieren von Fernsehsendungen ohne Zusatzgeräte ermöglicht wurde. Zusätzlich bestand die Möglichkeit, Videosignale über einen FBAS-Eingang einzuspeisen.
Die Möglichkeit, PC-Bildinhalte mittels der Imagina 90 zu projizieren bestand zum Zeitpunkt der Markteinführung noch nicht, da die TFT-Technik noch in den Kinderschuhen steckte und fehlerfreie und hochauflösende TFT-Displays nicht erhältlich waren. Es gab spezielle Lösungen für Tageslichtprojektoren mit EGA-VGA-Auflagen, die allerdings zunächst STN-Displays ohne eine aktive Adressierung nutzten und dadurch für Bewegtbilder zu träge waren. Die für heutige Verhältnisse recht grobe Auflösung von 100.000 Bildpunkten der Imagina 90 machte sich bei maximaler Bildgröße und geringem Abstand zur Projektionsfläche etwas störend bemerkbar. Durch gezieltes Defokussieren konnte die niedrige Auflösung verschleiert werden. In der Serienversion war der Projektor mit einer 220-V-Verbindung für den Lüfter der Projektionsbirne aber mit einer 36-V-Verbindung für die Birne selbst mit einem externen Schaltnetzteil verbunden. Die Frequenz des Schaltnetzteils war so gewählt, dass es zu keinen optischen Schwebungserscheinungen kommen sollte. Der Projektor selbst lief fehlerfrei, Reklamationen traten lediglich bei dem zugelieferten Schaltnetzteil der Firma Mitronic auf. Einen Massenmarkt konnte die Firma HD Video & Display allerdings nicht bedienen. Dazu mangelte es an professionellen Produktionsmöglichkeiten und geeigneten Zulieferfirmen.

## Konstruktionsalternativen
Stattdessen wandte sich die Firma Crystalvision Anfang der 1990er wieder einer alten Idee zu, die im Jahre 1988 unter der Patentanmeldung DE 3720469 A1 von ihr zu Papier gebracht wurde. Analog der Kühlung bei Verbrennungsmotoren musste es doch möglich sein, ein LC-Display mit Wasser oder einer anderen geeigneten Flüssigkeit zu kühlen und zwar hinter einem verspiegelten Display. Dazu benötigt man ein Display, das entweder aus einem monokristallinen Chip hergestellt ist oder ein normales Aktiv-Matrix-Display. Bei beiden Typen werden die Elektroden der Matrix verspiegelt und für die Polarisation benutzt man einen Strahlenteiler (PBS). Der Vorteil liegt auf der Hand:
Der nun unter der verspiegelten Elektrode liegende Schalttransistor liegt nicht mehr im Strahlengang der Lampe und dadurch steigt die Lichtausbeute. Zudem können besonders enge Abstände zwischen den Elektroden der Matrix gefertigt werden, so dass später in der Projektion die Pixelabstände kaum sichtbar sind. Als größter Vorteil ergibt sich jetzt die Möglichkeit mit einer Flüssigkeit „backstage“ ohne die Bildwiedergabe zu stören, den eigentlichen Bildchip oder das Display zu kühlen. Entweder über die ganze Fläche oder selektiv, der Kreativität wie bei dem Design moderner PC-Prozessoren sind da keine Grenzen gesetzt. Die Firma Hughes hat mit US 4,239,346 etwas Ähnliches konstruiert, allerdings ohne den Hinweis auf eine Kühlung durch eine Flüssigkeit. Jedenfalls erscheint die Idee bedeutend später bei der Firma JVC und wird dann als Direct-Drive ILA bezeichnet und angepriesen.
Zuletzt machte man sich bei der Crystalvision Gedanken darüber, welches Wafermaterial am besten für die Herstellung eines kleinen hochauflösenden Displays für die Projektion geeignet sei. Die Firma Crystalvision war ursprünglich angetreten, um ein neues Bandzugsverfahren zur Herstellung von sogenannten SOS (Silizium auf Saphir) Wafern zu konstruieren. DE 3813519 A1 macht den Vorschlag dieses Material für die Herstellung eines LC-Displays zu verwenden und benennt die alternativen Konstruktionsmöglichkeiten bzw. deren Anwendungen.

## Folgen
Die Ideen und Patente gingen weiter nach Japan, wo das separated polarizer system auch nach 25 Jahren der Erfindung fester Bestandteil eines jeden LCD-Projektors ist und dem Anwender garantiert, dass das Gerät sicher und stabil läuft.
Auch mit dem Einzug der LED-Technik als Projektionslampe hat sich die Konstruktion der Projektoren vereinfacht. Dennoch treibt der Wunsch der Konsumenten, noch kleinere und leistungsfähigere Projektoren haben zu wollen die Hersteller dazu, die Reserven, die eine gute Kühlung haben muss, so weit zu vernachlässigen, dass der Projektor nach einiger Betriebszeit Flecken oder Einbrennspots aufweist.
Komplette Geräte der Imagina 90 mit externem Schaltnetzteil sind soweit bekannt nur noch in drei Exemplaren erhalten.

## Daten
- Material: Metall
- Auflösung: über 100.000 Bildpunkte
- Lampe: 36 Volt, 400 Watt, Xenon
- Display: Panasonic
- Objektiv: Pentacon 1:2,8/150 mm
- Bildgröße: maximal 3 m Diagonale
- Kühlung: nach EP 0 268 620 B2
- Abmessungen: 46,5 × 16 × 14,5 cm
- Gewicht: 6,9 kg
- Damaliger Preis: 7985 DM